# Mustafa Jagly-Ogly
Mustafa Husejnovič Jagly-Ogly (in russo Мустафа Хусейнович Яглы-Оглы?; Charkiv, 15 agosto 1934 – Charkiv, 2 febbraio 1992) è stato un sollevatore sovietico di origine ucraina, che ha gareggiato nelle categorie dei pesi leggeri e massimi-leggeri.

## Carriera
Iniziò a sollevare pesi all'età di 12 anni con Mikhail Svetlichnij. Successivamente ha continuato ad allenarsi sotto la guida di Alexandr Smuškevič. Nel 1958 e nel 1960 vinse la medaglia di bronzo ai campionati sovietici nei pesi leggeri (nel 1959 si piazzò al quarto posto) e vinse la medaglia d'argento ai campionati europei di Milano nel 1960, piazzandosi dietro al polacco Marian Zieliński. Nel 1962 passò alla categoria dei pesi massimi leggeri e l'anno seguente vinse la medaglia d'argento nel campionato sovietico.
Nel 1967 concluse la carriera agonistica per impiegarsi nell'insegnamento presso l'Istituto di ingegneria e dei trasporti di Charkiv. Morì nel febbraio 1992 all'età di 57 anni. Il fratello maggiore, Chasan Jagly-Ogly (1927-1994) era anch'esso sollevatore, campione europeo nella categoria dei pesi medi a Katowice nel 1957.